# Suste Bonnénová

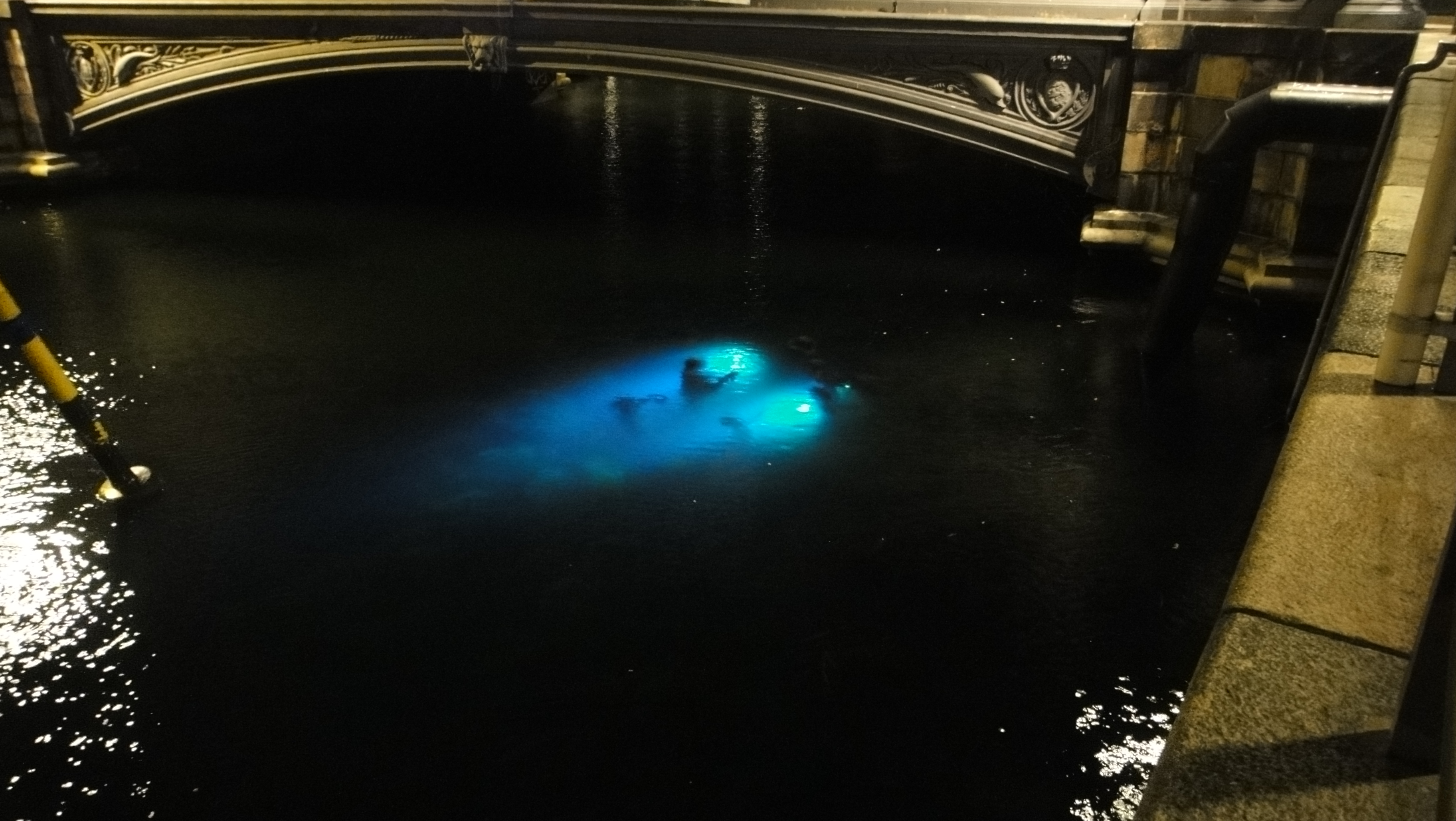
Bronzové sochy Mořského muže se svými syny, jak jsou vidět v kanálu

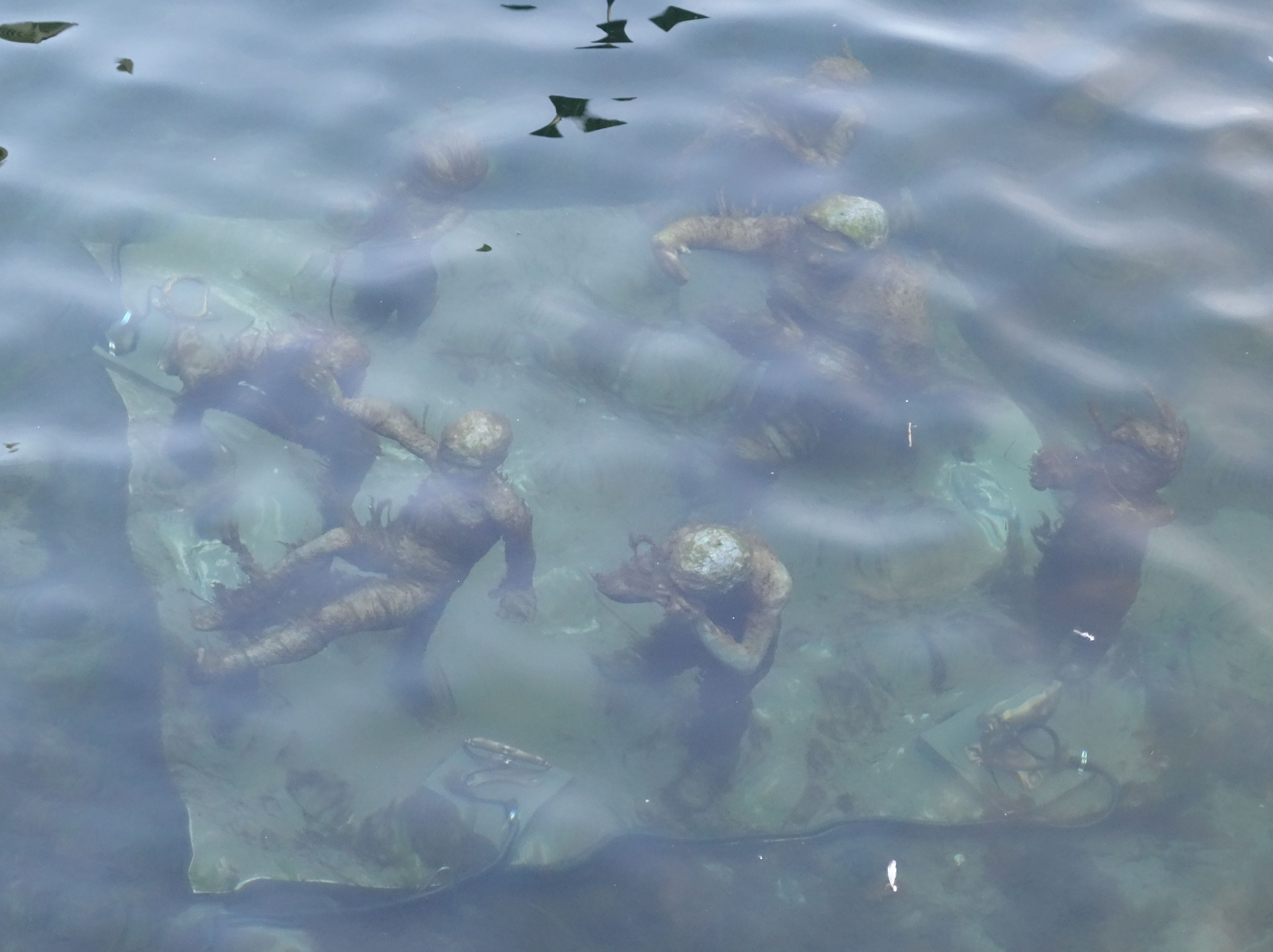
Detailnější pohled na sochy ve dne

Suste Bonnénová (nepřechýleně Suste Bonnén; * 25. října 1948) je dánská portrétní fotografka, sochařka a spisovatelka.

## Životopis
Známá je zejména díky své podmořské sochařské skupině Agnete and the Merman, která je instalována na dně kanálu Frederiksholm v Kodani vedle Højbro (vysoký most) a paláce Christiansborg (budova parlamentu). Členka rodiny Bonnénů, známé rodiny v dánském umění, je sestrou sochaře Petera Bonnéna a výtvarníka Kaspara Bonnéna. Je také matkou gonzo novináře Nicolaie Frederika Bonnéna Rossena.
V listopadu 2018 byla usvědčena ze sdílení pornografického obsahu masturbace svého bývalého manžela. Mezi příjemci byly i jeho děti. Trest byl 20 dní ve vězení, které si neodpykala, a pokuta 10 000 dánských korun (1,500 USD).
Bylo to její 6. manželství.

## Agnete a Mořský muž
Suste Bonnenová vytvořila bronzové sousoší Agnete a Mořský muž nebo Agnete a Mořan v roce 1992. Nachází se pod vodou v kanálu Slotsholm vedle mostu Højbro. Bylo označováno jako jedno z nejméně známých uměleckých děl v Kodani. Zobrazuje mořského muže a jeho sedm synů s nataženýma rukama, jak prosí Agnete, aby se vrátila domů. V Kodani se nacházejí tři další sochy merfolků: „Black Diamond Mermaid“, kopie sochy Anny Marie Carl-Nielsenové z roku 1921; velká (15 stop) žulová mořská panna umístěná v přístavišti výletních lodí v Kodani; a slavná socha Malé mořské víly, která se nachází na břehu podél promenády Langelinie.
Původní balada „Agnete a Mořan“ (v dánštině Agnete og Havmanden), je jednou z mnoha pohádek z dánskéhom folklóru. Báseň byla předávána ústně po generace, stejně jako četné jiné lidové příběhy. Mořské panny a další mořští lidé jsou opakující se postavy v tradiční dánské tradici. Populární příběh dánského autora Hanse Christiana Andersena Malá mořská víla (základ Disneyho animovaného filmu) inspiroval sochu Malé mořské víly v Kodani, která je považována nejen za oblíbenou turistickou atrakci, ale také za symbol země samotné. V roce 1832 Andersen napsal dopis Edvardu Collinovi, synovi svého mecenáše Jonase Collina, ve kterém nastínil svůj koncept dlouhé veršované hry podobné Oehlenschlägerovu slavnému „Aladdinovi“ zvanému „Agnete a Mořan“. Sochy, které představují příběh Agnete a Mořana, symbolizují kulturní význam dánského folklóru pro obyvatele Kodaně. Stejně jako Řekové zvěčnili svou mytologii sochami Artemidy a Poseidona, Suste Bonnenová použila bronz k zachycení specifického příběhu lásky a ztráty.